# Lázaro Cárdenas (métro de Mexico)
Pour les articles homonymes, voir Lázaro Cárdenas (homonymie).
Lázaro Cárdenas est une station de la Ligne 9 du métro de Mexico, située au sud de Mexico, dans la délégation Cuauhtémoc.

## La station
La station est ouverte en 1987.
Son nom lui vient de l’à Eje Central Lázaro Cárdenas, qui croise l’Eje 3 Sur à cet endroit. Lázaro Cárdenas del Río, président du Mexique de 1934 à 1940, se rendit célèbre en expropriant les compagnies pétrolières étrangères, et en aidant les réfugiés espagnols de la guerre civile espagnole. Le symbole de la station représente sa silhouette.

## Services et accessibilité
La station Lázaro Cárdenas de la ligne 9 du métro de Mexico est accessible aux personnes handicapées et dispose de services tels que des guichets, des tourniquets et des écrans d'information.